# NBA世仇組合列表
NBA至今70餘個賽季，多支球隊在激烈對戰下互別苗頭，例如2010年代以史蒂芬·柯瑞與雷霸龍·詹姆斯為首的勇騎大戰。此列表列出NBA較為知名的世仇組合。

## 跨區
- 湖塞大戰（英语：Celtics–Lakers rivalry）（湖人vs塞爾提克）
- 湖人與活塞之戰（英语：Lakers–Pistons rivalry）
- 勇騎大戰（勇士vs騎士）
- 美國航空之戰（英语：Heats–Mavericks rivalry）（熱火vs獨行俠）

## 東區

### 大西洋組
- 76人與塞爾提克之戰（英语：76ers–Celtics rivalry）
- 塞爾提克與尼克之戰（英语：Celtics–Knicks rivalry）
- 塞爾提克與籃網之戰（英语：Celtics–Nets rivalry）
- 紐約內戰（英语：Knicks–Nets rivalry）（尼克vs籃網）
- 籃網與暴龍之戰（英语：Nets–Raptors rivalry）
- 百老匯大戰（英语：76ers–Knicks rivalry）（76人vs尼克）

### 中央組
- 公牛與騎士之戰（英语：Bulls–Cavaliers rivalry）
- 公牛與活塞之戰（英语：Bulls–Pistons rivalry）
- 公牛與公鹿之戰（英语：Bucks–Bulls rivalry）

### 東南組
- 佛州大戰（英语：Heat–Magic rivalry）（熱火vs魔術）

### 跨組
- 公牛與尼克之戰（英语：Bulls–Knicks rivalry）
- 騎士與塞爾提克之戰（英语：Cavaliers–Celtics rivalry）
- 塞爾提克與活塞之戰（英语：Celtics–Pistons rivalry）
- 熱火與尼克之戰（英语：Heat–Knicks rivalry）
- 尼克與溜馬之戰（英语：Knicks–Pacers rivalry）

## 西區

### 太平洋組
- 洛杉磯內戰（英语：Lakers–Clippers rivalry）（湖人vs快艇）
- 加州大戰（英语：Kings–Warriors rivalry）（國王vs勇士）
- 勇湖大戰（英语：Warriors - Lakers rivalry）（勇士vs湖人）

### 西南組
- 俠刺大戰（英语：Mavericks–Spurs rivalry）（獨行俠vs馬刺）
- 火箭與馬刺之戰（英语：Rockets–Spurs rivalry）
- 俠箭之戰（英语：Mavericks-Rockets rivalry）（獨行俠vs火箭）

### 跨組
- 爵士與火箭之戰（英语：Jazz–Rockets rivalry）
- 湖人與馬刺之戰（英语：Lakers–Spurs rivalry）
- 刺陽大戰（馬刺vs太陽）